# Jump 'n Bump
Ne doit pas être confondu avec Bump 'n' Jump.
Jump 'n Bump est un jeu de plates-formes de Brainchild Design pour MS-DOS sorti en 1998 en tant que freeware. En 1999, le code source du jeu est libéré, entraînant de nombreux portages dont Gnu/Linux et Windows.

## Système de jeu

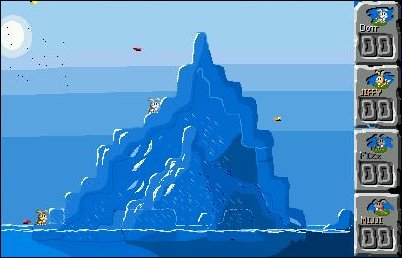
Capture d'écran du jeu Jump 'n Bump

Le jeu se joue en local à deux joueurs ou plus, sur le même clavier. Le but est de sauter sur les lapins adverses afin de les faire exploser, la fin de partie étant en général convenue entre les joueurs.
Une fois détruit, le lapin d'un joueur est recréé aléatoirement sur la grille (il sera donc instantanément détruit de nouveau s'il réapparaît au même endroit). Le mécanisme étant générique, c'est le niveau des autres joueurs qui détermine le niveau de difficulté de la partie.
Des niveaux supplémentaires de jeu, réalisés par des amateurs pour beaucoup, sont téléchargeables. Outre le téléchargement des niveaux, il est possible d'en créer grâce à l'utilitaire jump-n-bump-level-manager il sera alors demandé au créateur du niveau de publier différent calques correspondant aux différentes couches du jeu : arrière-plan, premier plan et "plan de contact" qui définit les surfaces de support et de collision dans le jeu.